# Vrolijk nieuwjaar
Vrolijk nieuwjaar, Vrolijk elk jaar of Foen lôk nien nien is een Standaardkantonees nieuwjaarslied.

## Geschiedenis
Het wordt tijdens Chinees Nieuwjaar grijs gedraaid op de Hongkongse radio en televisie. Het maakt ook standaard deel uit van het nieuwjaarsprogramma van TVB Jade. Het lied werd door Adam Cheng en Liza Wang in 1977 voor het eerst op grammofoonplaat uitgebracht.

## Tekst van het lied intraditioneel Chinees
你聽鑼鼓響一片 聲聲送舊年
你看大眾多歡暢 個個樂綿綿
歡呼聲 歌樂聲 響徹凌霄殿
齊聲恭祝你 有個歡樂年
歌歌舞舞共歡慶
杯杯要勝共歡燕
年年歡樂 歡樂年年
我向大家恭祝一句 恭喜發大財
我要為你恭祝一句 事業永向前
花開千萬朵 生意長興旺
財運享通福星照 處處搵大錢
聲聲要醉共歡慶
杯杯要勝共歡燕
年年歡樂 歡樂年年
我向大家恭祝一句 福星永伴隨
你要為你恭祝一句 歲歲樂綿綿
恭祝身體健康 喜見南山壽
年年歲歲青春駐 永遠福壽全
千戴百世共歡慶
千戴百世共歡燕
年年歡樂 歡樂年年

## Tekst van het lied invereenvoudigd Chinees
你听锣鼓响一片 声声送旧年
你看大众多欢畅 个个乐绵绵
欢呼声 歌乐声 响彻凌霄殿
齐声恭祝你 有个欢乐年
歌歌舞舞共欢庆
杯杯要胜共欢燕
年年欢乐 欢乐年年
我向大家恭祝一句 恭喜发大财
我要为你恭祝一句 事业永向前
花开千万朵 生意长兴旺
财运享通福星照 处处搵大钱
声声要醉共欢庆
杯杯要胜共欢燕
年年欢乐 欢乐年年
我向大家恭祝一句 福星永伴随
你要为你恭祝一句 岁岁乐绵绵
恭祝身体健康 喜见南山寿
年年岁岁青春驻 永远福寿全
千戴百世共欢庆
千戴百世共欢燕
年年欢乐 欢乐年年

## Tekst van het lied injyutping
nei5 ting3 lo4 gu2 hoeng2 jat1 pin3 sing1 sing1 sung3 gau6 nin4
nei5 hon1 daai6 zung3 do1 fun1 coeng3 go3 go3 lok6 min4 min4
fun1 fu1 sing1 go1 lok6 sing1 hoeng2 cit3 ling4 siu1 din6
cai4 sing1 gung1 zuk1 nei5 jau6 go3 fun1 lok6 nin4
go1 go1 mou5 mou5 gung1 fun1 hing3 bui1 bui1 jiu1 sing3 gung6 fun1 jin3
nin4 nin4 fun1 lok6 fun1 lok6 nin4 nin4
ngo5 hoeng3 daai6 gaa1 gung1 zuk1 jat1 geoi3 gung1 hei2 faat3 daai6 coi4
ngo5 jiu3 wai6 nei5 gung1 zuk1 jat1 geoi3 si6 jip6 wing5 hoeng3 cin4
faa1 hoi1 cin1 maan6 doe2 saang1 ji3 coeng4 hing3 wong6
coi4 wan6 hoeng2 tung1 fuk1 sing1 ziu3 cyu3 cyu3 wan2 daai6 cin4
sing1 sing1 jiu3 zeoi3 gung6 fun1 hing3
bui1 bui1 jiu3 sing3 gung6 fun1 jin3
nin4 nin4 fun1 lok6 fun1 lok6 nin4 nin4
ngo5 hoeng3 daai6 gaa1 gung1 zuk1 jat1 geoi3 fuk1 sing1 wing5 bun6 ceoi4
nei5 jiu3 wai6 nei5 gung1 zuk1 jat1 geoi3 seoi3 seoi3 lok6 min4 min4
gung1 zuk1 san1 tai2 gin6 hong1 hei2 gin3 naam4 saan1 sau6
nin4 nin4 seoi3 seoi3 cing1 ceon1 zyu3 wing5 jyun5 fuk1 sau6 cyun4
cin1 daai3 baak3 sai3 gung1 fun1 hing3
cin1 daai3 baak3 sai3 gung1 fun1 jin3
nin4 nin4 fun1 lok6 fun1 lok6 nin4 nin4

## Vertaling
U hoort de gongs en de trommels, elk geluid zegt het oude jaar gedag
U ziet dat de menigte vrolijk is, iedereen lacht
Blije geluid, lied en geluid, het geluid komt zo uit de tempels
Gezamenlijk wensen wij u gelukkig nieuwjaar, we gaan weer een vrolijk jaar tegemoet
Elk lied en elke dans maakt ons allen vrolijk
Op elke glas moet geproost worden
Elk jaar vrolijk, vrolijk elk jaar
Ik wens ieder een gelukkig en welvarend nieuwjaar
Ik moet u goede zaken wensen
De bloemen gaan tezamen met duizend-tienduizend open, de zaken lopen voorspoedig
De welvaart groeit door de god van het geluk, hij verspreidt overal geld
Elk geluid moet op een dronken en vrolijke manier klinken
Op elk glas moet getoost worden
Elk jaar vrolijk, vrolijk elk jaar
Ik wens ieder dat de god van het geluk hun ieder voor eeuwig zal bijstaan
U moet u zelf wensen dat het leven voor eeuwig vrolijk zal zijn
Een goede gezondheid, de vrolijkheid doet ons de Zuidelijke Berg van het lange leven zien
Iedere generatie moet jong blijven, geluk en lang leven gaan voor eeuwig samen
duizend jaren en honderd generaties vol vreugde
duizend jaren en honderd generaties vol vreugde
Elk jaar vrolijk, vrolijk elk jaar